# Night of the Creeps
Night of the Creeps (bra A Noite dos Arrepios) é um filme estadunidense de 1986, dos gêneros terror, comédia e ficção científica, escrito e dirigido por Fred Dekker.

## Sinopse
Arma biológica fabricada por alienígenas cai propositalmente de uma nave espacial e vem parar na Terra, transformando quem chega perto em zumbis.

## Elenco
- Jason Lively ... Christopher 'Chris' Romero
- Steve Marshall ... James Carpenter 'J.C.' Hooper
- Jill Whitlow ... Cynthia 'Cindy' Cronenberg
- Tom Atkins ... det. Ray Cameron
- Wally Taylor ... det. Landis
- Bruce Solomon ... det. Raimi
- Vic Polizos ... coronel
- Allan Kayser ... Brad
- Ken Heron ... Johnny
- Alice Cadogan ... Pam
- June Harris ... Karen
- David Paymer ... cientista
- David Oliver ... Steve
- Evelyne Smith ... dona de casa
- Dan Frischman ... zumbi alienígena
- Ivan E. Roth ... zumbi